# Aglaophamus igalis
Aglaophamus igalis är en ringmaskart som beskrevs av Hartman 1965. Aglaophamus igalis ingår i släktet Aglaophamus och familjen Nephtyidae. Inga underarter finns listade i Catalogue of Life.